# Aeroporto Internazionale Augusto C. Sandino
L'Aeroporto Internazionale Augusto C. Sandino (chiamato anche Aeroporto Internazionale di Managua) è un aeroporto situato a Managua, in Nicaragua.

## Storia
Prima di ACS, c'era il vecchio aeroporto Xolotlan, a circa 2 miglia a est di Managua, costruita nel 1915, che divenne ben presto troppo piccolo per la crescita servizio di linea aerea di Managua. Così, il 22 gennaio 1942, il governo del Nicaragua e Pan American Airways ha firmato un contratto per la costruzione di un aeroporto da Las Mercedes Country Estate che ha ispirato il nome per Las Mercedes Airport. Las Mercedes è stato ulteriormente potenziato, riprogettato per gestire 707 aerei Boeing, e inaugurato di nuovo il 4 luglio 1968 da Anastasio Somoza Debayle.
Nei primi anni 1970, Las Mercedes è stata ampliata per gli standard più moderni, come ad esempio quattro ispettori sanitari, otto funzionari dell'immigrazione e dieci ispettori doganali. Si è ritenuto completamente attrezzate, con aria condizionata, musica di sottofondo, gli altoparlanti e nastri trasportatori per la movimentazione dei bagagli. Aveva anche un ristorante sul suo piano superiore, dove i visitatori e viaggiatori potevano vedere il movimento aeroportuale.
L'aeroporto ampliato potrebbe servire tre aeromobili in una volta e nel 1975 LANICA, la compagnia di bandiera del Nicaragua, nonché molti vettori noti Pan Am, KLM (Royal Dutch Airlines), Taca Airlines, Sahsa, Avianca, Iberia, SAM, TAN, Varig e piccoli vettori locali, volarono in Las Mercedes. Quando i sandinisti presero il potere, l'aeroporto è stato chiamato dopo Augusto César Sandino, un leader rivoluzionario e guerrigliero nicaraguense, dopo il quale il movimento sandinista prende il nome. Il sandinisti però non ha mantenuto l'aeroporto, e ha cominciato a deteriorarsi fino a quando è stato ampliato e ristrutturato nel 1996, quando, tra l'altro, sono stati installati due nuovi ponti di imbarco. L'aeroporto è stato rinominato "Aeroporto di Managua International" nel 2001 dall'allora presidente Arnoldo Aleman e rinominato di nuovo nel 2007 per il suo nome attuale presidente Daniel Ortega A metà del 2007, il presidente Daniel Ortega ha rinominato l'aeroporto in onore di Sandino. Artista nicaraguense Róger Pérez de la Rocha ha creato molti due grandi ritratti di Augusto César Sandino, e Ruben Dario da essi nella hall aeroporti.